# Order Narodowy Lamparta
Order Narodowy Lamparta (francuski: Ordre national du Léopard) – odznaczenie państwowe Demokratycznej Republiki Konga ustanowione 24 maja 1966 roku w ordynacji nr 66-330, przez prezydenta Josepha-Désiré Mobutu. Order został zniesiony 5 sierpnia 2002 ordynacją nr 009-2002 ustanawiającą Order Narodowy „Bohaterów Narodowych”.
Przyznawany był w pięciu klasach za wysokie zasługi wojskowe lub cywilne.

## Odznaczeni
Wielka Wstęga
- Cesarz Akihito
- Elżbieta II (1973)
- HRH Książę Edynburga (1973)
- Juan Carlos I
- Królowa Zofia

Komandor
- Fernand Kazadi Lupelekese
- Sir Hugh Wontner

Oficer
- Baron Peter Piot
- Sir Robin Gillett